# Pilota collaudatore
Un pilota collaudatore è un aviatore che pilota aeromobili nuovi e modificati in manovre specifiche, permettendo la misurazione dei risultati e la valutazione del design.

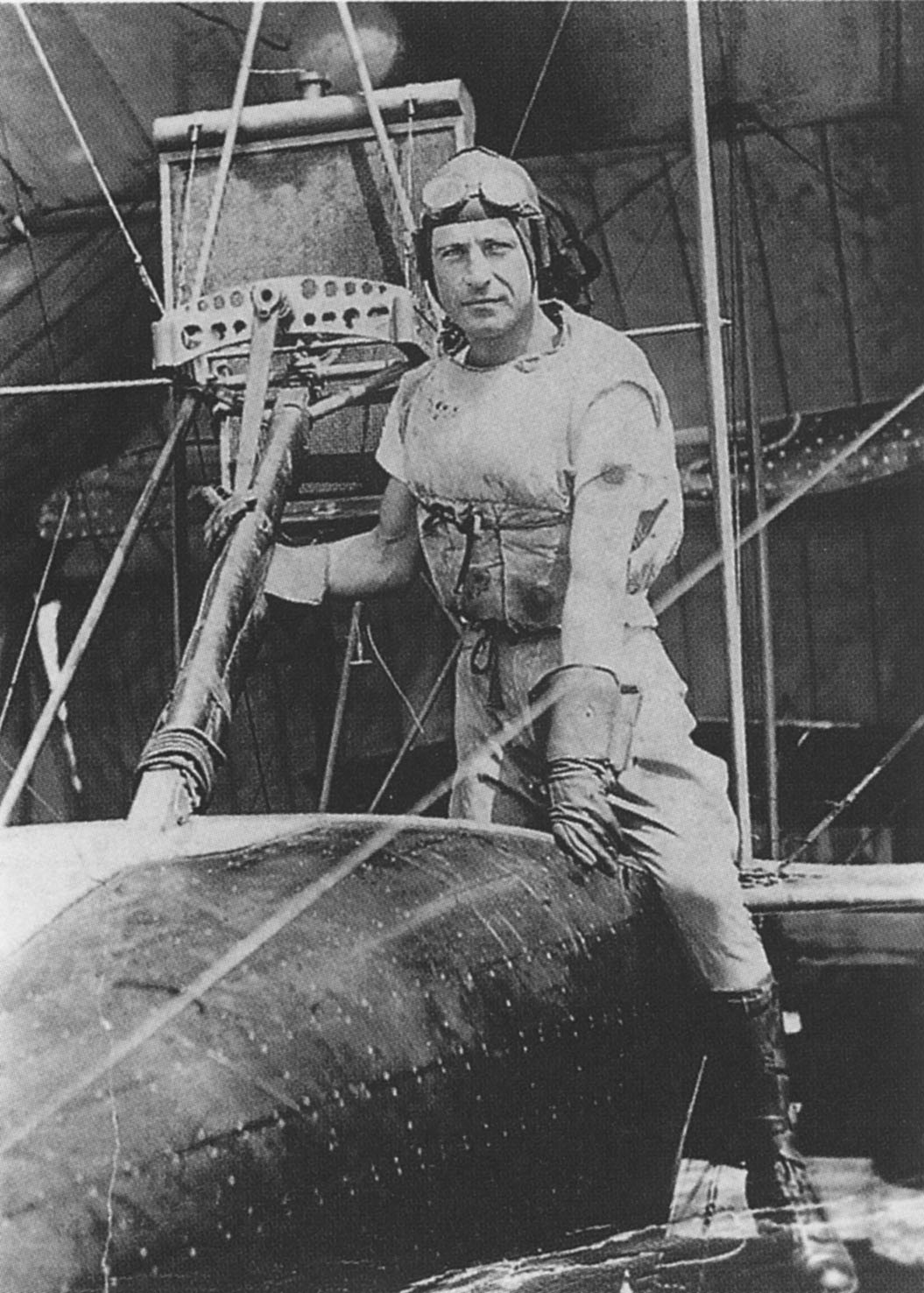
Francis Evans, ha esplorato il modo migliore di recuperare dall'entrata in vite, 1917

I piloti collaudatori possono lavorare per organizzazioni militari o private (di solito aziende aerospaziali). Il collaudo di aerei militari, in particolare, è considerato il tipo di volo più impegnativo e rischioso che possa essere condotto in tempo di pace.
Negli anni cinquanta del XX secolo, i piloti collaudatori rimanevano uccisi al ritmo di uno alla settimana, ma i rischi sono stati ridotti ad una frazione di questo valore, grazie alla maturazione della tecnologia aeronautica, a sistemi migliori di simulazione a terra, e, recentemente, all'uso di aeromobili senza pilota per la sperimentazione di caratteristiche innovative. Nonostante ciò, pilotare aeromobili sperimentali rimane il tipo di volo più pericoloso in assoluto.

## Qualifiche
Un pilota collaudatore deve essere capace di:
- Capire un piano di sperimentazione;
- Attenersi al piano di sperimentazione, pilotando l'aeromobile in un modo altamente specifico;
- Documentare accuratamente i risultati di ciascun test;
- Avere un'eccellente percezione dell'aeromobile, e sentire esattamente in che modo si stia comportando stranamente quando ciò accade;
- Risolvere i problemi rapidamente se qualcosa va storto durante i test;
- Affrontare molti e diversi problemi che si presentino contemporaneamente.

I piloti collaudatori devono avere un'eccellente conoscenza dell'ingegneria aeronautica, al fine di comprendere il come e il perché un test viene condotto. Devono essere piloti sopra la media, dotati di eccellenti capacità analitiche e dell'abilità di pilotare in maniera accurata seguendo un piano di volo.

## Storia
Il volo di collaudo ha avuto origine come attività sistematica durante la prima guerra mondiale, presso il Royal Aircraft Establishment (RAE) in Inghilterra. Durante gli anni venti del ventesimo secolo, il volo di collaudo è stato ulteriormente sviluppato da parte del RAE in UK, e dal National Advisory Committee for Aeronautics (NACA) negli Stati Uniti. Negli anni cinquanta, il NACA fu trasformato nella National Aeronautics and Space Administration, o NASA. Durante questi anni, mentre veniva accumulata una maggiore esperienza rispetto alla stabilità e manovrabilità degli aeromobili, il volo di collaudo si evolse in una professione scientifica più qualitativa.
La più antica scuola di volo di collaudo del mondo si chiama oggi Empire Test Pilots' School, ed è in Inghilterra presso la base RAF di Boscombe Down. In America, la United States Air Force Test Pilot School è localizzata presso la Edwards Air Force Base, la United States Naval Test Pilot School è localizzata presso la Naval Air Station Patuxent River, Maryland, mentre l'EPNER (Ecole du Personnel Navigant d'Essai et de Reception), l'equivalente francese, è basata a Istres, France. Un'altra scuola (privata) è la National Test Pilot School, localizzata a Mojave (California).
In Italia, le attività di volo di collaudo militare sono affidate al Reparto Sperimentale di Volo, basato a Pratica di Mare (RM).

## Piloti collaudatori famosi

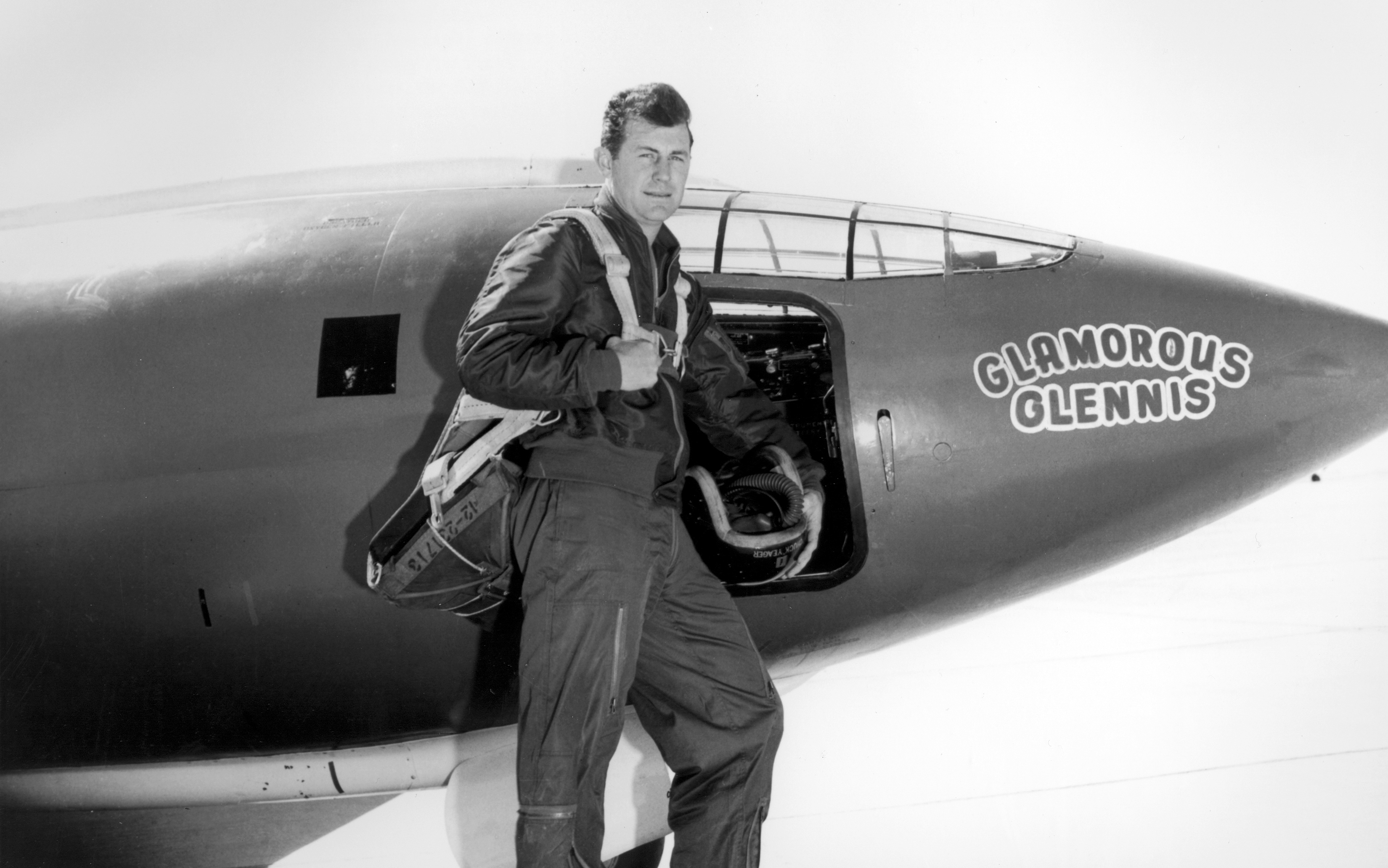
Chuck Yeager, ritratto insieme al suo storico X-1, fu il primo pilota a rompere il muro del suono

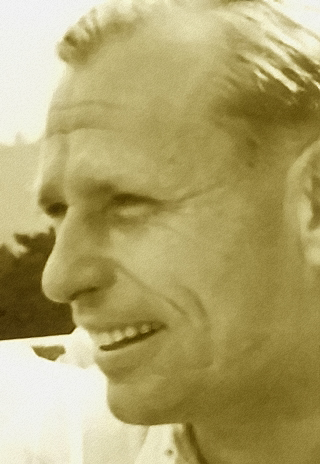
Il capitano pilota Erich Warsitz - il primo pilota al mondo di aerei a reazione

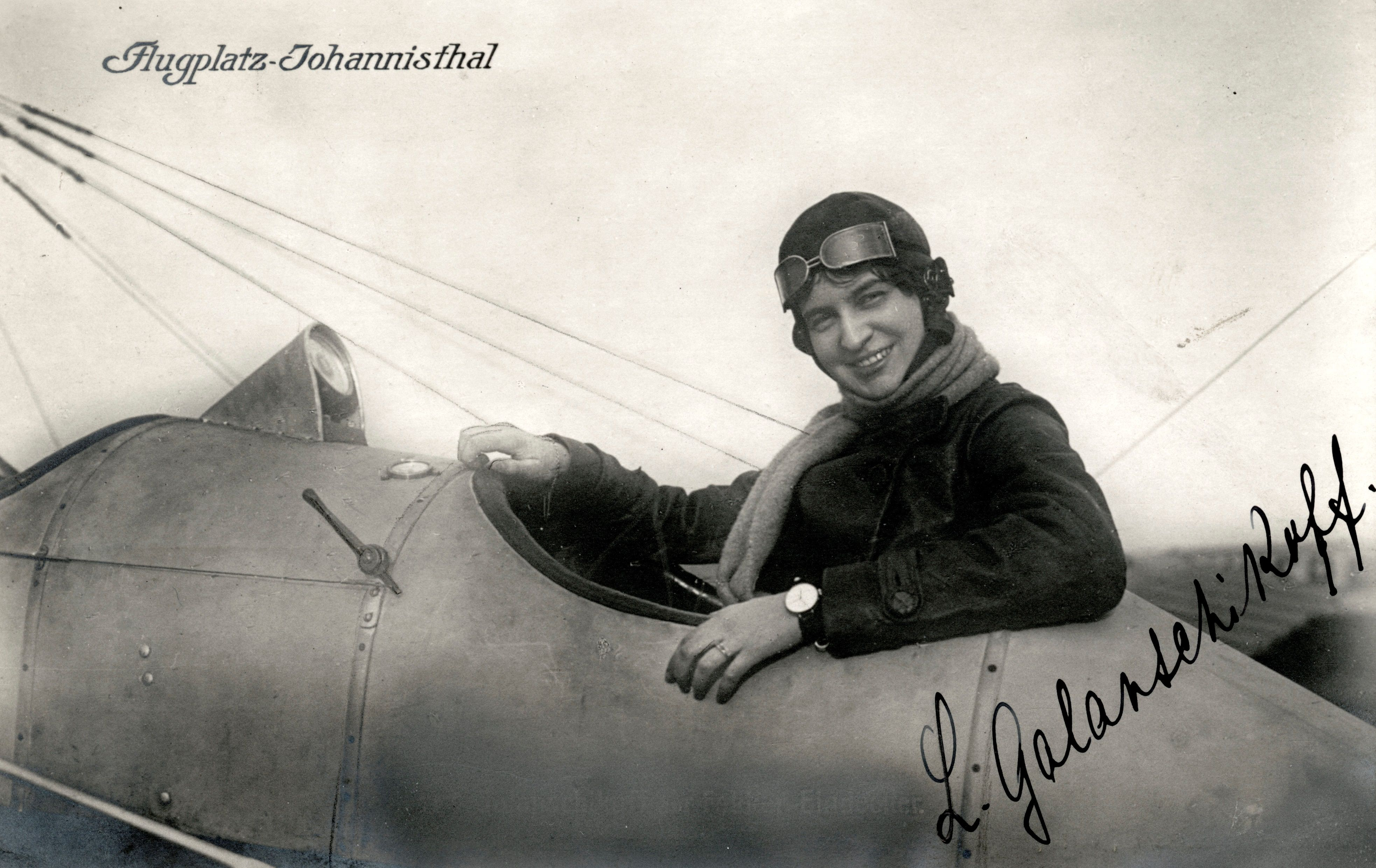
Primo pilota collaudatore donna a testare in volo aeroplani per Anthony Fokker e l'azienda aeronautica francese Morane-Saulnier

Alcuni famosi piloti collaudatori sono:
- Neil Armstrong, pilota del X-15 e primo uomo sulla Luna.
- Eric "Winkle" Brown, ricordato nel Guinness Book of World Records per aver pilotato più tipi di aeromobile (487) di qualunque altro pilota al mondo, per essere stato il primo ad atterrare su una portaerei con un aereo a reazione, e per detenere il record mondiale del maggior numero di appontaggi.
- Roland Beamont - pilotò il Canberra e il Lightning e fu il primo pilota a fare la doppia traversata dell'Oceano Atlantico su un aereo a reazione. Effettuò il primo volo del prototipo TSR 2. Concluse la carriera come direttore di Panavia Tornado Flight Test/Flight Operations.  Durante la WW II intercettava e abbatteva le V1 Tedesche con l'ala del suo "Tempest".
- Bill Bedford - pilotò gli aerei a decollo verticale VTOL Hawker P.1127 e Harrier.
- Scott Crossfield, rivale diretto di Yeager e primo uomo a volare a Mach 2.
- Boone Guyton - pilota collaudatore della Chance-Vought durante la Seconda Guerra Mondiale, noto per aver partecipato allo sviluppo del famoso F4U Corsair. Ha inoltre collaudato l'SB2U Vindicator, l'OS2U Kingfisher, il Vought V-173, l'F6U Pirate, e l'F7U Cutlass.
- Geoffrey de Havilland, Jr. - collaudatore del Mosquito e del Vampire, rimasto ucciso ai comandi del de Havilland DH 108.
- Harry Hawker, pioniere dell'aviazione pre- Prima Guerra Mondiale e pilota collaudatore capo della Sopwith Aviation Company.
- Howard Hughes - Noto collaudatore degli aerei prodotti dalla sua azienda, la Hughes Aircraft, ed acquistati dalla sua compagnia aerea, la TWA. Ottenne il World Land Plane Speed Record nel 1935 e progettò e collaudò nel 1947 lo Hughes H-4 Hercules, soprannominato Spruce Goose, tuttora il più grande aereo mai costruito.
- Hans-Werner Lerche, pilota collaudatore tedesco della Seconda Guerra Mondiale, provò gli aerei Alleati catturati per testare le loro performance. Tra i 125 tipi differenti di aeromobile da lui pilotati ricordiamo il Boeing B-17, il B-24 Liberator, l'Avro Lancaster, lo Short Stirling, il Messerschmitt Bf 109, il Messerschmitt Me 262, il Focke-Wulf Fw 190, il Dornier Do-335 e l'Heinkel He 177.
- Mike Melvill, il primo pilota privato a raggiungere i limiti dello spazio con lo SpaceShipOne.
- Alfred "Paul" Metz, pilota collaudatore capo del Northrop-McDonnell Douglas YF-23 Black Widow II, e successivamente dell'F-22 Raptor.
- Tom Morgenfeld, pilota collaudatore capo della Skunk Works (Lockheed Martin) e dello Joint Strike Fighter.
- Marina Popovich, Pilota collaudatrice Russa, titolare di 107 record mondiali aviatori.
- Hanna Reitsch, il primo pilota collaudatore donna del programma V1 (Fieseler Fi 103).
- Ewald Rohlfs effettuò il primo volo di collaudo di un elicottero, Focke-Wulf Fw 61.
- Andre Turcat primo pilota collaudatore del Concorde.
- Joe Walker, pilota di X-15, il primo a raggiungere il confine internazionalmente riconosciuto dello spazio.
- Erich Warsitz, il primo uomo a pilotare un aereo a reazione, l'Heinkel He 178, il 27 agosto 1939.[1]
- George Welch, pilota collaudatore della North American Aviation, che alcuni ritengono abbia rotto il muro del suono prima di Yeager.
- Fritz Wendel, pilota collaudatore capo della Messerschmitt, che stabilì il record mondiale di velocità con il Messerschmitt Bf 109 e fu il primo a pilotare il Messerschmitt Me 262, il primo aereo da caccia a reazione.
- Chuck Yeager, il primo ad aver superato il muro del suono e forse l'esempio di pilota collaudatore maggiormente citato.
- Ljubov' Golančikova, il primo pilota collaudatore donna a testare in volo aeroplani per Anthony Fokker, per l'azienda aeronautica francese Morane-Saulnier e il costruttore aeronautico russo Fedor Tereshchenko

## Piloti collaudatori italiani famosi
- Francesco Agello - primatista mondiale di velocità per idrovolanti nel 1934[2], collaudatore dell'ufficio di sorveglianza tecnico presso il Centro sperimentale di Guidonia dal 1936.
- Vittorio Sanseverino (Napoli, 29 settembre 1917 – Torino, 30 novembre 2010). Collaudò il primo aereo a reazione italiano, il Fiat G.80, e successivamente il Fiat G.82 e il caccia North American F-86K prodotto su licenza. Fece volare per la prima volta l'Aeritalia G-91Y, collaudò tutti gli F-104 Starfighter prodotti in Italia. Con l'F-104G in due occasioni dovette eiettarsi. Il 18 luglio 1970 fece volare il primo prototipo del mitico velivolo da trasporto militare G.222 insieme al pilota collaudatore Pietro Paolo Trevisan. Come Aeritalia Chief Flight Test Pilot rimase in servizio fino al 1977, quando iniziarono le prime prove dei nuovi cacciabombardieri ad ala variabile Panavia Tornado.
- Manlio Quarantelli (Velletri, 19 agosto 1926 – Milano, 19 agosto 1984). Iniziò la sua carriera da collaudatore in Fiat Aviazione confluita, in seguito, in Aeritalia (Finmeccanica). Successe a Vittorio Sanseverino come Chief Flight Test Pilot. Il 15 maggio 1984 iniziò il programma di collaudo dell'aereo AMX ma al quinto volò sperimentale sulla pista di Caselle Torinese, a seguito di un'avaria, preferì ritardare l'eiezione, pur di salvare il centro abitato da lui amato sacrificando la propria vita. L'eiezione  a zero quota/zero velocità fu fatalmente rallentata da un albero. A pochi metri gli è stata dedicata una piazza.
- Umberto Bernardini - primo italiano a superare il muro del suono, presso la Empire Test Pilots' School britannica nel 1953.
- Maurizio Cheli - astronauta italiano nella missione STS-75 del 1996, brevettato collaudatore presso la Empire Test Pilots' School britannica nel 1988, capo pilota collaudatore per i velivoli militari della Alenia Aeronautica dal 1996.
- Mario de Bernardi - collaudatore della Pomilio nel 1917, primo comandante del Gruppo Sperimentale della Regia Aeronautica nel 1923, vincitore della Coppa Schneider nel 1926, tre volte primatista mondiale di velocità per idrovolanti (1926, 1927 e 1928), pilota collaudatore della Caproni negli anni trenta.
- Carina Massone Negrone pilota collaudatrice dell’industria Aeronautica Rinaldo Piaggio, aviatrice italiana considerata una delle prime eroine dei cieli. Fu la prima donna italiana a conseguire nel 1933 il brevetto da pilota. Il 5 maggio 1934 stabilì il suo primo record mondiale volando ad un'altitudine di 5.544 metri con un velivolo di categoria Seaplane Class C. Il 20 giugno 1935 decollò dalla base di Montecelio a bordo di un biplano Caproni Ca.113 con motore Pegasus 1110 portandosi fino a 39.402 piedi, pari a 12.043 metri, stabilendo il nuovo record, rimasto imbattuto, per quanto riguarda i velivoli ad elica, nella storia dell'aviazione. Conquistò in seguito altri sette primati mondiali: l'ultimo il 19 giugno 1954, volando da Ghedi, presso Brescia a Luxor, in Egitto - 2.987 km. - in tredici ore e 34 minuti, ad una media di circa 299 chilometri orari.
- Luca Parmitano - astronauta italiano nella missione Sojuz TMA-09M del 2014, brevettato collaudatore presso la École du Personnel Navigant d'Essais et de Réception francese nel 2007.
- Roberto Vittori - astronauta italiano nelle missioni Soyuz TM-34 (2002), Soyuz TMA-6 (2005) e STS-134 (2001), brevettato collaudatore presso la United States Navy Test Pilot School nel 1995.
- Enzo Cauda - Brevettato presso Empire Test Pilot School, pilotò il prototipo Aerfer Ariete (Pomigliano): primo ed unico velivolo supersonico interamente Italiano che volò per la prima volta a Pratica di Mare, il 27 marzo 1958, con la M.M. 568. Successivamente nel corso di un volo prova, durante un’affondata ad alta velocità, il velivolo andò fuori controllo (departure dinamica) raggiungendo 7,5 “g”. Il pilota, senza tuta anti “g”, perse conoscenza e miracolosamente la riacquistò poco dopo, riuscendo ad atterrare con gli occhi pieni di sangue ma incolume (testimonianza raccolta dal collega Luigi Coda - a fine anni 1970, quando Enzo entrò nel consorzio PANAVIA come Deputy Flight Operations Director all'allora Direttore James L. Dell O.B.E.).
- Filippo Cevasco - Detentore di alcuni primati mondiali: il 27 maggio 1913 conseguì il record mondiale di volo con un passeggero, il 1º agosto 1913 stabilì i record di durata e distanza con quattro passeggeri e tra il 14 e il 26 dicembre dello stesso anno batté il record per idrovolanti.